# 天宫殿街道
天宫殿街道，是中华人民共和国重庆市渝北区下辖的一个乡镇级行政单位。

## 行政区划
天宫殿街道下辖以下地区：
天龙路社区、东湖南路社区、星湖路社区、天宫殿社区和民心佳园一社区。